# ويليام بريدغ كوكي
ويليام بريدغ كوكي (بالإنجليزية: William Bridge Cooke) هو أخصائي فطريات أمريكي، ولد في 16 يوليو 1908 في Fosters, Ohio ‏ في الولايات المتحدة، وتوفي في 30 ديسمبر 1991 في سينسيناتي في الولايات المتحدة.